# Stranný
Stranný (německy Stranny) je obec v okrese Benešov ve Středočeském kraji, asi 14 km západně od Benešova. Žije zde zhruba 122 obyvatel.

## Historie
První písemná zmínka o obci pochází z roku 1184.
Za druhé světové války se ves stala součástí vojenského cvičistě Zbraní SS Benešov a její obyvatelé se museli 31. prosince 1943 vystěhovat.

## Obyvatelstvo
| Rok            | 1869 | 1880 | 1890 | 1900 | 1910 | 1921 | 1930 | 1950 | 1961 | 1970 | 1980 | 1991 | 2001 | 2011 | 2021 |
| -------------- | ---- | ---- | ---- | ---- | ---- | ---- | ---- | ---- | ---- | ---- | ---- | ---- | ---- | ---- | ---- |
| Počet obyvatel | 293  | 294  | 287  | 302  | 275  | 253  | 235  | 161  | 151  | 145  | 108  | 100  | 116  | 105  | 117  |
| Počet domů     | 37   | 41   | 42   | 42   | 43   | 42   | 46   | 48   | 39   | 36   | 34   | 41   | 43   | 43   | 43   |

## Obecní správa

### Části obce
- Břevnice (k. ú. Stranný)
- Stranný (k. ú. Stranný)

K obci patří také Dubí a U Drázdů.
Sousedními obcemi sídla jsou Křečovice a Neveklov.

### Územněsprávní začlenění
Dějiny územněsprávního začleňování zahrnují období od roku 1850 do současnosti. V chronologickém přehledu je uvedena územně administrativní příslušnost obce v roce, kdy ke změně došlo:
- 1850 země česká, kraj České Budějovice, politický okres Benešov, soudní okres Neveklov[9]
- 1855 země česká, kraj Tábor, soudní okres Neveklov
- 1868 země česká, politický okres Benešov, soudní okres Neveklov
- 1939 země česká, Oberlandrat Tábor, politický okres Benešov, soudní okres Neveklov[10]
- 1942 země česká, Oberlandrat Praha, politický okres Benešov, soudní okres Neveklov[11]
- 1945 země česká, správní okres Benešov, soudní okres Neveklov[12]
- 1949 Pražský kraj, okres Benešov[13]
- 1960 Středočeský kraj, okres Benešov
- k 1. lednu 1976 Středočeský kraj, okres Benešov, město Neveklov[14]
- k 1. lednu 1992 Středočeský kraj, okres Benešov[14]
- 2003 Středočeský kraj, okres Benešov, obec s rozšířenou působností Benešov

### Obecní symboly
Znak a vlajka byly obci uděleny rozhodnutím předsedy Poslanecké sněmovny Parlamentu České republiky dne 28. listopadu 2000.

## Společnost

### Rok 1932
V obci Stranný (přísl. Borovka, Břevnice, Hůrka, Kapinos, Mlékovice, Radslavice, Spolí, Tloskov, Zádolí, Zárybnice, 1003 obyvatel) byly v roce 1932 evidovány tyto živnosti a obchody: 2 cihelny, obchod s dobytkem, výroba dřeváků, družstvo pro rozvod elektrické energie v Mlékovicích-Radslavicích, 4 hostince, 2 kamenictví, kolář, 2 kováři, krejčí, surové kůže, 3 mlýny, obuvník, 4 obchody s lahvovým pivem, pivovar, 5 rolníků, řezbář, 3 řezníci, výroba seker, 2 obchody se smíšeným zbožím, švadlena, 2 tesařští mistři, 5 trafik, velkostatek.

## Doprava

### Dopravní síť
Obcí vede silnice II/105 Cerhovice – Hořovice – Hostomice – Dobříš – Nový Knín – Neveklov – Jírovice. Železniční trať ani stanice či zastávka na území obce nejsou.

### Autobusová doprava 2024
Autobusovou dopravu v obci Stranný zajišťuje společnost ČSAD Benešov. Obec je součástí Pražské integrované dopravy (PID). V obci se nachází zastávka Stranný. Na silnici II/105, mezi Stranným a Břevnicí (na rozcestí se silnicí směřující na Novou Živohošť), se nachází zastávka Stranný,Rozc. a v Břevnici se nachází zastávka Stranný,Břevnice. Obec obsluhuje autobusová linka 755 a zastávku v Břevnici na rozcestí také linka 756. Linka 755 zajišťuje spojení mezi Benešovem, Neveklovem, Stranným a Měřínem, přičemž obsluhuje i další vesnice na trase. Linka 756 zajišťuje spojení mezi Novou Živohoští, Křečovicemi a Neveklovem, přičemž obsluhuje i další vesnice na trase.

## Turistika
Obcí vede turistická trasa  Na Pasekách – Stranný – Neveklov.